# Safar
Safar (Arabisch: صفر) is de tweede maand van het jaar van de islamitische kalender.
Over de etymologische oorsprong van de naam doen verschillende theorieën de ronde. Er wordt gesteld dat de naam afkomstig zou zijn van ṣufār ("geel"), maar men vindt eveneens de uitleg dat de naam zijn oorsprong vindt in ṣifr ("leeg"). Dit laatste zou terug te voeren zijn op het feit dat deze maand volgt op de maand muharram, waarin een verbod op oorlogsvoering geldt. Safar is de eerste maand na vier maanden krijgsverbod en de huizen zouden leeg staan, de bewoners op weg naar het strijdveld.

## Safar ten opzichte van de westerse kalender
De islamitische kalender is een maankalender en de eerste dag van een nieuwe maand is de dag dat de nieuwe maan zichtbaar wordt. Daar een maanjaar 11 tot 12 dagen korter is dan een zonnejaar, verplaatst safar zich net als de andere maanden in de islamitische kalender door de seizoenen. Hieronder staan de geschatte data voor safar, gebaseerd op de Saoedische Umm al-Qurakalender.
| AH   | Eerste dag (CE) | Laatste dag (CE) |
| ---- | --------------- | ---------------- |
| 1446 | 5 augustus 2024 | 3 september 2024 |
| 1447 | 026 juli 2025   | 23 augustus 2025 |
| 1448 | 015 juli 2026   | 13 augustus 2026 |
| 1449 | 05 juli 2027    | 02 augustus 2027 |
| 1450 | 024 juni 2028   | 022 juli 2028    |

Muharram ·
Safar ·
Rabi' al-awwal ·
Rabi' al-thani ·
Djoemada al-awwal ·
Djoemada al-thani ·
Rajab ·
Sha'aban ·
Ramadan ·
Shawwal ·
Dhoe al-Qi'dah ·
Dhoe al-Hidzjah